# Mikuláš z Vlásenice
Mikuláš z Vlásenice (též Mikuláš Vlásenický, 27. listopadu 1421 asi Vlásenice u Pelhřimova – 16. dubna 1495) byl český teolog a náboženský vizionář, původně sedlák, zakladatel protestantské sekty tzv. mikulášenců, svým učením blízké filozofii umírněného křídla husitů či Jednoty bratrské, jejíž stoupenci existovali až do konce 16. století. 

## Život
Pocházel z Vlásenice nedaleko Pelhřimova (pozdější součást města) v jižních Čechách. Poté, co opakovaně ráno cestou na mši do Pelhřimova prožil zjevení, při kterém se měl setkat s anděly, kteří jej odnesli do nebes, začal přibližně od poloviny 15. století působit jako náboženský vůdce. Usadil se jako poustevník u města Černovic, potulně kázal a shromáždil okolo sebe komunitu věřících, soustředěných především v Pecínově u Benešova, kteří se nazývali Plačtiví, Pecinovští bratři či mikulášenci, která odmítala církevní svátosti a hlásala prostotu církve. V prostředí nedávno proběhnuvších husitských válek si sekta získala nemalou popularitu. V jeho vizích se mj. objevuje také legenda o Blanických rytířích. 
Její členové však začali být následně stíháni a vězněni. Sám Mikuláš byl zadržen, uvězněn na hradě Choustníku a následně pak pro svou víru souzen. Poté, co byl soudem shledán jako neškodný blouznivec, byl propuštěn na svobodu. Zemřel roku 1495.